# Веніамін Фальковський
Веніамін Фальковський (*1690, Козелець — †28 квітня 1750, Київ) — український релігійний діяч в добу Гетьманщини, ієромонах, начальник Лаврської друкарні.

## Біографія
Народився у сім'ї козацької шляхти. Закінчивши навчання в Києво-Могилянській академії, 1712 прийняв чернечий постриг від архімандрита Києво-Печерської Лаври Антонія Миславського.
У 1720 примусово емігрував на Московщину до Олександро-Невської лаври, де згодом висвятився на ієромонаха. 1724 Синод, на прохання державного канцлера Російської імперії камер-юнкера М. Бестужева, який перебував при шведському дворі, призначив Веніаміна, як «человека ученаго и состоянія добраго» священиком російської посольської церкви у Стокгольмі.
Фальковський прожив у Стокгольмі від 1725 до 1727. За цей час надіслав Синоду п'ять донесень, в яких повідомляв, що він задовольняє духовні запити росіян і українців. В одному з донесень (3 серпня 1725) пропонував Синоду надіслати 150 рублів на викуп священицького одягу і церковного начиння, оскільки «оное все в закладі у шведов обретается».
29 вересня 1727 звернувся до Синоду з проханням дозволити повернутися в КПЛ. З 30 жовтня 1727 його повернули в Олександро-Невську лавру і до 1730 — її намісник.
1729 значився серед 6 кандидатів на посаду архімандрита КПЛ. В 1730 повертається в Україну, де проживав у КПЛ, 1734 призначений начальником Лаврської друкарні.
1738 за указом Синоду Фальковського викликано до Санкт-Петербурга «для производства в Суздальскаго архієрея». Керівництво КПЛ сповістило Синод, що він важко захворів і прибути не може. У відповідь Синод наказав київським лікарям представити медичне свідоцтво (як це бувало в ряді випадків, коли українці відмовлялися від ієрархічних посад в Московії, посилаючися на поганий стан здоров'я) і сповістити, чи є надія на одужання. Військовий лікар доповів Синоду, що пацієнт хворий на сухоти і перебуває в передсмертному стані. Однак Веніамін прожив після того ще 10 років.
10 жовтня 1741 він просив архімандрита КПЛ Т. Щербацького звільнити його як соборного старця від участі в засіданнях Духовного собору або від керівництва Лаврською друкарнею. Від керівної посади його було звільнено, але в Лаврській друкарні продовжував працювати.
1744—1745 за дорученням митрополита Київського, Галицького і всієї України Рафаїла Заборовського, разом із ректором КМА Сильвестром Кулябкою, архімандритом Йосипом Занкевичем та ієромонахом Старжицьким працював над складанням «Книжицы о собственных всякаго чина должностях».
1746 просив помістити його в притулок для хворих і похилого віку ченців у Київський Троїцький шпитальний монастир, бо працюючи в Лаврській друкарні з 1733 «очима знатно ослабел и вконец изнемощел всѣм тѣлом». При цьому згадував, що за його участі було надруковано в КПЛ Малий молитвослов, Буквар навчальний, Акафіст і Каноник.
Після смерті усе його майно перейшло у власність Печерської Лаври.